# Арса (напиток)
А́рса (бур. аарса) — национальный бурятский напиток, приготавливаемый из кислого творога с применением муки.
Арсу обычно варили в период уборки сена и прочих полевых работ, а также круглогодично, так как напиток обладает отличным жаждоутоляющим свойством.
Напиток полезен при недостатке кальция в организме, обладает лёгким кислым привкусом. Арсу пьют как в чистом виде, так и с добавлением сливок или молока. При процеживании смеси сыворотки и творога, оставшейся после перегонки водки, получался мелкий творожный порошок, безвкусный и белый (аарса).
Чтобы аарса получалась качественной, в кадку, где её хранили, ежедневно надо было добавлять творожную массу (бозо), оставшуюся после перегонки водки. Хорошее хозяйство заготавливало на зиму 15—16 кадок с аарсой. Она была питательной, зимой её заливали водой, добавляли муку, варили на медленном огне, тщательно помешивая. Иногда добавляли зерна ячменя или дикой гречихи. А если залить аарсу молоком и кипятить до выпаривания жидкости, останется творожистая масса (аарюул). Если её подсушить на солнце и в очаге, то она будет долго храниться.
Аналогом арсы является айран у народов Кавказа и Средней Азии.